# Robertín, el niño millonario
Robertín, el niño millonario fue una serie de historietas autoconclusivas creada en 1950 por Palop para la revista "Jaimito" de la Editorial Valenciana.

## Argumento y valoración
De argumento simple, pues se limita a mostrar el despotismo y la ostentación de su protagonista, Palop testimonia y crítica en ella los defectos de los nuevos ricos de la postguerra. Para el historiador Pedro Porcel, se trata de una de las mejores series de su época, y desaparece precisamente cuando se imponen en la España del desarrollismo los valores que parodia.